# Grava landskommun
Grava landskommun var en tidigare kommun i Värmlands län.

## Administrativ historik
När 1862 års kommunalförordningar trädde i kraft inrättades i Grava socken i Karlstads tingslag i Värmland då denna kommun.
1 november 1907 inrättades i landskommunen  Forshaga municipalsamhälle och 1944 utbröts den då bildade Forshaga köping ur landskommunen varvid municipalsamhället upphörde.
Vid kommunreformen 1952 kvarstod kommunen oförändrad.
År 1971 uppgick den i Karlstads kommun.

### Kyrklig tillhörighet
I kyrkligt hänseende tillhörde kommunen Grava församling.

## Geografi
Grava landskommun omfattade den 1 januari 1952 en areal av 116,53 km², varav 110,25 km² land.

### Tätorter i kommunen 1960
I Grava kommun fanns tätorten Skåre, som hade 1 121 invånare den 1 november 1960. Tätortsgraden i kommunen var då 38,9 procent.

## Politik

### Mandatfördelning i valen 1938-1966
|  | 21 | 2 | 3 | 3 |

| 27 |

| 2 | 19 | 2 | 3 | 4 |

| 28 |

| 2 | 9 | 4 | 2 | 3 |

| 20 |

| 1 | 10 | 4 | 3 | 2 |

| 19 |

| 1 | 10 | 2 | 4 | 3 |

| 19 |

| 10 | 3 | 3 | 4 |

| 19 |

| 11 | 3 | 3 | 3 |

| 19 |

| 1 | 9 | 4 | 3 | 3 |

| 19 |